# 杜勳 (明朝宦官)
杜勳（？年—？年），字子猷，明朝人物，崇禎时期的尚膳監掌印太监。

## 生平
崇禎時為尚膳監掌印，明末任宣府（今河北宣化）监军。崇禎十七年（1644年）三月六日，李自成陷宣府，總兵王承允和杜勳出城三十里迎接，巡撫朱之馮大罵：“爾上所倚信，特遣爾，以封疆屬爾。尔至即通贼，何面目见上？”杜勋一言不發，大笑而去。朱之冯見大勢已去，自缢死。塘報謊稱杜勳在宣府盡節，帝賜杜勳為司禮監秉筆太監，其侄為世襲錦衣千戶。
三月，李自成駐彰義門外，遣杜勳縋入見崇禎帝，眾以為鬼，要求封李自成为王，赐银100万两，並承认陕西和山西为其封国。崇禎詢問魏藻德意見，魏不發一語，被崇禎怒叱，杜勋被安然放走，復縋出城。姚雪垠《李自成》第二十章提到李自成入北京後，杜勳為刺客所殺。